# Wang, Áo
Wang là một đô thị thuộc huyện Scheibbs trong bang Niederösterreich, Áo.